# اپیکر
اپیکر (انگلیسی: Epicor) شرکت نرم‌افزار آمریکایی است، که در سال ۱۹۷۲ تأسیس شد.